# Бессерер, Луи-Теодор
Луи-Теодор Бессерер (фр. Louis-Théodore Besserer, 4 января 1785, Шато-Рише, Нижняя Канада (ныне Квебек) — 3 февраля 1861, Оттава) — предприниматель, нотариус и политический деятель Нижней Канады.

## Биография
Сын немецкого эмигранта, военного хирурга и кальвиниста, и франко-канадки.
Учился в Малой семинарии Квебека, позднее работал нотариусом. Во время англо-американской войны служил лейтенантом в ополчении г. Квебек, позднее получил звание капитана. Представлял г. Квебек в Законодательной ассамблее Нижней Канады с 1833 по 1838 г. Поддержал 92 резолюции, но предпочитал работать по легальным каналам, а не готовить восстание. Такая позиция одинаково оттолкнула от него как британские власти, рассматривавшие его как мятежника, и Патрию патриотов, которую раздражала его умеренная позиция.
Приобрёл крупный земельный участок в г. Байтаун и переехал туда, уйдя в отставку в 1845 г. Позднее распродал свои земли по частям. На месте бывшего имения Бессерера в настоящее время расположены оттавский район Сенди-Хилл и кампус Оттавского университета.
Был дважды женат, отец 12 детей.
В честь Бессерера названа Бессерер-стрит в Оттаве (идёт южнее параллельно Ридо-стрит от канала Ридо до Вюртембург-стрит, не доходя одного квартала до реки Ридо).